# لیلا ایدت
لیلا ایدت (به سوئدی: Lilla Edet) یک منطقهٔ مسکونی در سوئد است که در بخش لیلا ایدت واقع شده‌است. لیلا ایدت ۴٫۲۶ کیلومتر مربع مساحت و ۴٬۸۶۲ نفر جمعیت دارد.